# Lunar Prospector
El Lunar Prospector fue una sonda espacial destinada al estudio de la superficie de la Luna, lanzada desde Cabo Cañaveral el 7 de enero de 1998, mediante un cohete Athena II.
Se trataba de una nave de las denominadas “micro-sonda” debido a su poco peso y mínimos gastos de explotación y planeada para continuar y completar los estudios efectuados por la sonda Clementine así como por la asociación ALPO de los polos lunares.
- Masa: 158 kg, 296 con el combustible, organizada alrededor de una estructura cuadrangular de 14 x 12 dm de la que surgen 3 mástiles de 25 dm con la misión de alejar los sensores del cuerpo principal.

Lleva un espectrómetro de rayos gamma -GRS-, encargado del rastreo de elementos raros como el torio, potasio, hierro, uranio, oxígeno, magnesio, silicio, aluminio, calcio y titanio.
También transporta un magnetómetro -MAG- con la misión de medir el flujo superpuesto de tres campos magnéticos: el terrestre, el que arrastra el viento solar y el propio de la Luna.
El reflectómetro de electrones -ER- se encargará de medir el campo magnético de la superficie lunar, el espectrómetro de neutrones -NS- buscará la existencia de hielo mediante la presencia de hidrógeno. 
Su espectrómetro de partículas alfa -APS- medirá la presencia de los gases radioactivos, sobre todo del radón y el polonio que escapan del interior de la Luna y por último el experimento Doppler sobre gravedad -DGE- permitirá afinar sobre el modelo actual de campo gravitatorio lunar. 
Algunos de estos experimentos serán obtenidos a tan sólo 10 km sobre la superficie lunar, permitiendo con ello una mayor exactitud en sus resultados.
Durante muchos años se pensó que en la Luna no existía agua. Sin embargo, el 5 de marzo de 1998 la sonda lunar Prospector envió datos a la Tierra anunciando la más que probable existencia de agua helada en los cráteres de ambos polos de la Luna. Este hallazgo ha abierto una nueva era en los viajes a la Luna y hace pensar en la posibilidad de establecer bases lunares.
Una vez finalizada su etapa de investigación, la Lunar Prospector se estrelló de forma controlada a las 9.52 UTC del 31 de julio de 1999 a una velocidad de 6.000 km/h contra una zona de sombras próxima al polo sur, con la finalidad de detectar vapores de agua provenientes de acumulaciones de hielo. 
Hasta el momento los observatorios terrestres que estaban preparados para analizar la caída de la sonda no han detectado resultados positivos, quizás debido a que la nave no impactó donde estaba previsto.

## La nave
La nave era un tambor de grafito-epoxi, 1,36 m  de diámetro y 1,28 m de alto, con tres brazos radiales de instrumentos de 2,5 m. Un brazo extensible de 1,1 m en el extremo de uno de los brazos de 2,5 m sostenía el magnetómetro. La masa inicial total (completamente cargada de combustible) era de 296 kg. Es de giro estabilizado (velocidad de giro nominal de 12 rpm), con su eje de giro normal al plano de la eclíptica. La nave estaba controlada por seis propulsores monopropulsantes de hidracina de 22 newtons (dos en popa, dos en proa y dos tangenciales). Tres tanques de combustible montados dentro del tambor contenían 138 kg de hidracina presurizada con helio. El sistema de alimentación estaba compuesto por células fotoeléctricas montadas en el cuerpo que producían un promedio de 186 W y una batería recargable de NiCd de 4,8 A · h.
Las comunicaciones se realizaban a través de dos transpondedores de banda S , una antena de ganancia media ranurada y en fase para el enlace descendente y una antena omnidireccional de baja ganancia para el enlace descendente y ascendente. El ordenador de a bordoera una Harris 80C86 (basada en la 8086 de Intel) con 64 kilobytes de EEPROM y 64 kilobytes de RAM estática. Todo el control se realizaba desde tierra, la computadora enviaba cada comando a tierra para su verificación allí. Una vez que el comando se verificaba en tierra, un comando de «ejecución» desde tierra le indicaba a la computadora que procediera con la realización del comando. La computadora generaba datos de telemetría como una combinación de datos inmediatos y también leía desde un búfer de cola circular que permitía a la computadora repetir los datos que había leído 53 minutos antes. Este sencillo registrador de estado sólido garantizaba que se recibirían todos los datos recopilados durante los períodos de apagón de las comunicaciones, siempre que el apagón no fuera superior a 53 minutos.